# Claroteidae
Los claroteidos (Claroteidae) son una familia constituida por peces actinopterigios de agua dulce y del orden de los Siluriformes, que se distribuyen por ríos y lagos de África.

## Morfología
Cuerpo típico de los bagres moderadamente alargado, con cuatro pares de barbas sensoriales en el hocico, aletas dorsales y pectorales con fuertes espinas y con la presencia de una aleta adiposa tras la aleta dorsal.